# 1-я хромосома человека
1-я хромосо́ма челове́ка — самая большая из хромосом человека, одна из 46 хромосом человека, одна из аутосом человека. Хромосома содержит более 248 млн пар оснований, что составляет примерно 8 % всего материала ДНК человеческой клетки.
В настоящее время считается, что на 1-й хромосоме находятся 4505 генов, что выше ранее сделанных прогнозов относительно количества генов, которые основывались на размерах хромосомы.
Согласно цитогенетической классификации хромосома 1 относится к хромосомам группы А, что значит, что эта хромосома принадлежит к группе самых крупных хромосом человека и является метацентриком, то есть обладает плечами (p- и q-) примерно равной длины. Хромосома 1 обладает большим гетерохроматиновым участком, который включает два центромерных бэнда 1p11 и 1q11, а также прицентромерный бэнд 1q12, вместе составляющих порядка 5 % длины хромосомы 1.
Хромосома 1 содержит меньше повторяющихся диспергированных последовательностей, чем в среднем по человеческому геному (32,49 % против 45 % соответственно). Эта разница в основном обусловлена меньшим содержанием длинных диспергированных ядерных элементов (LINEs — long interspersed nuclear elements), которых в хромосоме 1 содержится 11,34 % от всей длины хромосомы, в то время как в среднем человеческий геном содержит около 20 % LINE-последовательностей.
Работа по определению последовательности нуклеотидов 1-й хромосомы координировалась институтом Сенгера, она была получена и опубликована последней в рамках проекта «Геном человека» спустя два десятилетия после его начала.

## Расшифровка последовательности
Несмотря на длительные работы по расшифровке нуклеотидной последовательности 1-й хромосомы в рамках проекта «Геном человека», пока остаются не расшифрованными концевые последовательности. Расшифрованную часть, длина которой составляет 248 956 422 пар оснований, можно найти на сайте GenBank.

## Гены
Хромосома 1 имеет среднюю плотность генов около 14.2 генов на 1 млн пар оснований, что почти вдвое выше, чем средний показатель по геному человека (7.8 генов на 1 млн пар оснований). Таким образом, хромосома 1 является одной из наиболее богатых генами хромосом человека.
Хромосома 1 содержит несколько кластеров генов, кодирующих функционально и/или структурно связанные транскрипты. Наиболее значимым является кластер генов эпидермальной дифференцировки, занимающий 2.5 млн пар оснований в бэнде 1q21. Этот кластер содержит 14 генов, специфически экспрессирующихся во время зависимой от кальция дифференцировки кератиноцитов, и 13 дополнительных генов, принадлежащих к S100 семейству кальций-связывающих белков.
На хромосоме 1 находятся два кластера генов канонических гистонов: в бэнде 1q21 находится кластер HIST2, содержащий 6 гистоновых генов, а в бэнде 1q42 находится кластер HIST3, состоящий из трёх генов.
На q-плече в бэндах 1q22-q23 находится кластер генов, кодирующих CD1 антигены (CD1A — CD1E), также на этом плече в бэндах 1q23-q25 находится кластер генов, кодирующих флавин-содержащие монооксигеназы (FM01 — FM05).
На p-плече наиболее значимыми кластерами являются кластер генов, кодирующих амилазы (AMY1A — AMY1C, AMY2A, AMY2AB), который находится в бэнде 1p21, кластер генов коннексинов (GJA4, GJA10, GJB3 — GJB5) в бэнде 1p34-p35.1, а также кластер генов глутатион-S-трансфераз (GSTM1 — GSTM5) в бэнде 1p13.3.
Ниже перечислены некоторые гены, расположенные на 1-й хромосоме.

### Плечо p
- ACADM (1p31.1) — Ацил-КоА-дегидрогеназа жирных кислот со средней длиной цепи (MCAD)
- ANGPTL3 (1p31.3) — белок семейства ангиопоэтин-подобных белков;
- ANGPTL7 (1p36.22) — белок семейства ангиопоэтин-подобных белков;
- CASP9 (1p36.21) — каспаза 9, медиатор апоптоза;
- CD2 (1p13.1) — мембранный белок, молекула межклеточной адгезии;
- CD53 (1p13.3) — антиген CD53, или тетраспанин 25;
- COL11A1 (1p21.1) — α1-цепь коллагена типа XI;
- CPT2 (1p32.3) — карнитинпальмитоилтрансфераза 2;
- CLCN6 (1p36.22) — хлоридный канал 6;
- DAB1 (1p32.2) — гомолог 1 гена disabled Drosophila;
- DBT[англ.] (1p21.2) — разветвлённая трансацилаза E2 дигидролипоамида;
- DIRAS3 (1p31.3) — RAS-подобный ГТФ-связывающий белок 3 семейства DIRAS;
- ENO1 (1p36.23) — α-энолаза, или энолаза 1;
- ESPN (1p36.31) — эспин;
- GALE (1p36.11) — УДФ-галактозо-4-эпимераза;
- GJB3 (1p34.3) — β3-субъединица щелевого контакта 31 кДа, или коннексин 31;
- HMGCL (1p36.11) — 3-гидроксиметил-3-метилглутарил-КоА-лиаза;
- HSD3B1 (1p12) — 3β-гидрокси-Δ5-стероид-дегидрогеназа и стероид-Δ-изомераза 1;
- HSD3B2 (1p12) — 3β-гидрокси-Δ5-стероид-дегидрогеназа и стероид-Δ-изомераза 2;
- KCNQ4 (1p34.2) — α-субъединица потенциал-зависимого калиевого канала англ. voltage-gated potassium channel, член 4 подсемейства KQT-подобных;
- KIF1B (1p36.22) — член 1B семейства кинезинов;
- LIN28A (1p36.11) — гомолог A гена lin-28 C. elegans;
- LRP8 (1p32.3) — рецептор липопротеинов низкой плотности 8, рецептор аполипопротеина E;
- MFN2 (1p36.22) — митофузин 2;
- MTHFR (1p36.22) — 5,10-метилентетрагидрофолат-редуктаза;
- MUTYH (1p34.1) — гомолог гена mutY E. coli;
- NCDN (1p34.3) — нейрохондрин;
- NGF (1p13.2) — β-субъединица фактора роста нервов;
- PARK7 (1p36.23) — ассоциированный с болезнью Паркинсона аутосомно-рецессивного типа с ранним проявлением ген 7;
- PCSK9 (1p32.3) — гидролаза семейства пропротеиновых конвертаз;
- PDE4B (1p31.3) — фосфодиэстераза 4B;
- PINK1 (1p36.12) — PTEN-индуцируемая киназа 1;
- PLOD1 (1p36.22) — проколлаген-лизин 1, или 2-оксоглютарат-5-диоксигеназа 1;
- PTPRF (1p34.2) — рецептор-подобная белковая тирозиновая фосфатаза F;
- ROR1 (1p31.3) — трансмембранная рецепторная протеинтирозинкиназа ROR1;
- RPE65 (1p31.3) — фермент клеток сетчатки глаза;
- SDC3 (1p35.2) — мембранный белок, протеогликан семейства синдеканов;
- SESN2 (1p35.3) — белок семейства сестринов;
- STMN1 (1p36.11) — статмин 1;
- TNFRSF4 (1p36.33) — рецептор надсемейства рецепторов факторов некроза опухоли (OX40; CD134);
- TNFRSF14 (1p36.32) — рецептор надсемейства рецепторов факторов некроза опухоли;
- TNFRSF18 (1p36.33) — рецептор надсемейства рецепторов факторов некроза опухоли;
- TSHB (1p13.2) — β-субъединица тиреотропного гормона;
- UBIAD1 (1p36.22) — пренилтрансферазный домен-содержащий белок;
- UROD (1p34.1) — уропорфириногендекарбоксилаза.

### Плечо q
- AGT (1q42.2) — ангиотензиноген;
- AIM2 (1q23.1—q23.2) — цитокин;
- APOA2 (1q23.3) — аполипопротеин A-II;
- ARNT (1q21.3) — ядерный транслокатор рецептора ароматических углеводородов (AHR)
- AQP10 (1q21.3) — водный канал группы аквапоринов
- ASPM (1q31.3[8]) — ассоциированный с микроцефалией гомолог гена asp Drosophila;
- CD34 (1q32.2) — молекула адгезии стволовых клеток;
- CD46 (1q32.2) — ингибирующий рецептор комплемента;
- CRB1 (1q31.3) — гомолог 1 гена crumbs Drosophila;
- CRP (1q23.2) — C-реактивный белок;
- DDR2 (1q23.3) — мембранный белок, рецепторная тирозинкиназа;
- DISC1 (1q42.2) — «нарушаемый при шизофрении» ген 1;
- F5 (1q24.2) — коагуляционный фактор V, или проакцелерин, или лабильный фактор;
- FMO3 (1q24.3) — флавин-содержащая монооксигеназа 3;
- GBA[9] (1q22) — кислая β-глюкозидаза; ассоциирован с болезнью Паркинсона[10];
- GLUL (1q25.3) — глутаминсинтетаза;
- HFE2A (1q21.1) — ассоциированный с ювенильным гемохроматозом II типа ген 2, или гемоювелин;
- HPC1 (1q25.3) — ассоциированный с наследственным раком предстательной железы ген 1;
- HSD11B1 (1q32.2) — 11-β-гидроксистероиддегидрогеназа типа 1;
- IRF6 (1q32.2) — интерферон-регулирующий фактор 6;
- ITGA10 (1q21.1) — гликопротеин из надсемейства интегринов (альфа-10);
- LAMB3 (1q32.2) — β3-цепочка ламининов;
- LMNA (1q22) — ламин A и ламин C;
- LYST (1q42.3) — регулятор лизосомального транспорта;
- MPZ (1q23.3) — основной белок миелина;
- MTR (1q43) — 5-метилтетрагидрофолат-гомоцистеин-метилтрансфераза (метионин-синтетаза);
- MUC1 (1q22) — муцин, протективный белок поверхности эпителиальных клеток;
- MYOC (1q24.3) — миоцилин, или белок, индуцирующий глюкокортикоидный ответ трабекулярной сети;
- NCF2 (1q25.3) — цитозольный фактор нейтрофилов 2;
- NGFR (17q21.33) — рецептор фактора роста нервов;
- NID1 (1q42.3) — нидоген 1;
- NLRP3 (1q44) — криопирин;
- NOS1AP (1q23.3) — адаптерный белок нейрональной NO-синтазы;
- NTRK1 (1q23.1) — нейротрофная рецепторная тирозинкиназа 1;
- PLXNA2 (1q32.2) — плексин A2;
- PPOX (1q23.3) — протопорфириноген-оксидаза;
- PROX1 (1q32.3) — гомеобоксный транскрипционный фактор Просперо 1, маркер эндотелиальных клеток лимфатических сосудов;
- PTPRC (1q31.3-q32.1) — тирозиновая протеинфосфатаза С рецепторного типа (CD45);
- PSEN2 (1q42.13) — пресенилин 2;
- RGS4 (1q23.3) — регулятор активности G-белков;
- SELE (1q24.2) — E-селектин;
- SELL (1q24.2) — L-селектин;
- SELP (1q24.2) — P-селектин;
- SDHB (1p36.13) — субъединица B сукцинатдегидрогеназы;
- SHC1 (1q21.3) — адаптерный белок сигнального каскада факторов роста;
- SLAMF1 (1q23.3) — рецептор лимфоцитов (CD150).
- TNFSF4 (1q25.1) — цитокин семейства факторов некроза опухоли (OX40L);
- TNNT2 (1q32.1) — сердечный тропонин T, тип 2;
- USH2A (1q41) — ген, ассоциированный с синдромом Ашера 2A.

## Болезни и расстройства
Известно около 350 генетических заболеваний, связанных с хромосомой 1; перестройки и мутации в этой хромосоме приводят к раку и многим другим заболеваниям.  Ниже перечислены некоторые заболевания, связанные с генами 1-й хромосомы:
- бессиндромная глухота (англ. nonsyndromic deafness) аутосомно-рецессивного типа 36 и аутосомно-доминантного типа 2 — ESPN и KCNQ4;
- болезнь Альцгеймера — PSEN2;
- болезнь Гоше типов I, II и III — GBA;
- болезнь мочи с запахом кленового сиропа типа 2 — CPT2;
- болезнь Паркинсона — GBA, PARK7 и PINK1;
- гипергомоцистеинемия — MTHFR;
- болезнь Шарко — Мари — Тута типов 1B, 2A и 2B1 — MPZ, KIF1B и LMNA;
- вариегатная порфирия (англ. variegate porphyria) — PPOX;
- врождённый гипотиреоз — TSHB;
- галактоземия типа 3 — GALE;
- гемохроматоз типа 2A — HFE2;
- гепатоэритропоэтическая порфирия (англ. hepatoerythropoietic porphyria) — UROD;
- гипертрофическая кардиомиопатия типа 2 — TNNT2;
- глаукома — GLC1A;
- гомоцистинурия (англ. homocystinuria);
- дефицит 3-гидрокси-3-метилглутарил-КоА-лиазы (англ. 3-hydroxy-3-methylglutaryl-CoA lyase deficiency) — HMGCL;
- дефицит карнитин-пальмитоилтрансферазы II (англ. carnitine palmitoyltransferase II deficiency) — CPT2;
- дефицит среднецепочечной ацил-КоА-дегидрогеназы (англ. medium-chain acyl-coenzyme A dehydrogenase deficiency) — ACADM;
- дистрофия роговицы Шнайдера — UBIAD1;
- желатинозная каплевидная дистрофия роговицы — TACSTD2;
- коллагенопатия типа XI (англ. collagenopathy, type XI) — COL11A1;
- первичная аутосомно-рецессивная микроцефалия — ASPM;
- поздняя кожная порфирия (англ. porphyria cutanea tarda) — UROD;
- рак молочной железы;
- рак предстательной железы — HPC1;
- семейный аденоматозный полипоз (англ. familial adenomatous polyposis) — MUTYH;
- синдром Ашера типа II (2A) — USH2A;
- синдром Ван-дер-Вуда (англ. van der Woude syndrome) — IRF6;
- синдром Макла — Уэлса (англ. Muckle–Wells syndrome) — CIAS1;
- синдром Маршалла (англ. Marshall syndrome) — COL11A1;
- синдром подколенного птеригиума (англ. popliteal pterygium syndrome) — IRF6;
- синдром Стиклера типа COL11A1 — COL11A1;
- синдром Хатчинсона — Гилфорда — LMNA;
- синдром Элерса — Данлоса кифосколиозного типа — PLOD1;
- триметиламинурия — FMO3;
- тромбофилия, связанная с мутацией фактора V Лейден (англ. Factor V Leiden thrombophilia) — F5;
- Врождённая амегакариоцитарная тромбоцитопения (англ. Congenital_amegakaryocytic_thrombocytopenia) — ген C-mpl (англ. Thrombopoietin receptor). Код МКБ D69.6. У больных обнаруживаются мутации в гене MPL в гомозиготном или компаунд гетерозиготном состоянии. Ген MPL локализован на первой хромосоме в локусе 1p34 и содержит 12 экзонов.
- феохромоцитома — SDHB.